# Zărnevo, Dobrici
Zărnevo (în bulgară Зърнево, în română Kili-Kadi provenit din numele în turcă Kilikadı) este un sat în comuna Tervel, regiunea Dobrici, Dobrogea de Sud, Bulgaria. 
Între anii 1913-1940 a făcut parte din plasa Ezibei a județului Caliacra, România.

## Demografie
Componența etnică a satului Zărnevo
     Turci (98,94%)
     Nicio identificare (0,4%)
     Altele (0,64%)
La recensământul din 2011, populația satului Zărnevo era de 1.236 locuitori. Din punct de vedere etnic, majoritatea locuitorilor (98,94%) erau turci. Pentru 0,4% din locuitori nu este cunoscută apartenența etnică.